# Era hispánica
Era hispánica es el cómputo de los años (era) que parte del año 38 a. C. (antes de la Era cristiana), que a su vez era el año 716 Ab urbe condita (desde la fundación de Roma). También es conocida como era de Augusto,[cita requerida] era de César[cita requerida] o era gótica.[cita requerida] Fue establecida como sistema cronológico oficial del reino visigodo de Toledo, bien en el concilio de Tarragona (516) bien durante el reinado de Atanagildo (555-567), y se utilizó en la Europa suroccidental hasta finales de la Edad Media. Su primer uso registrado se verifica en el Hydatii Gallaeciae episcopi Chronicon de Hidacio de 468. Se aplica en la datación documental durante la época visigótica, como ocurre en la Historia Gothorum de San Isidoro, y en casi todos los de los reinos hispano-cristianos de la Reconquista, e incluso se usó en algunos documentos andalusíes (bajo la denominación Tarij as-Safar —traducción al árabe de "era hispánica"—). Además de en la península ibérica y las Baleares, la era hispánica fue utilizada en el sur de Francia, en la Septimania, antigua provincia visigoda, y en África del Norte. En los documentos donde se aplica simplemente se enuncia la palabra "era" (Eª, abreviada) sin más adjetivos.

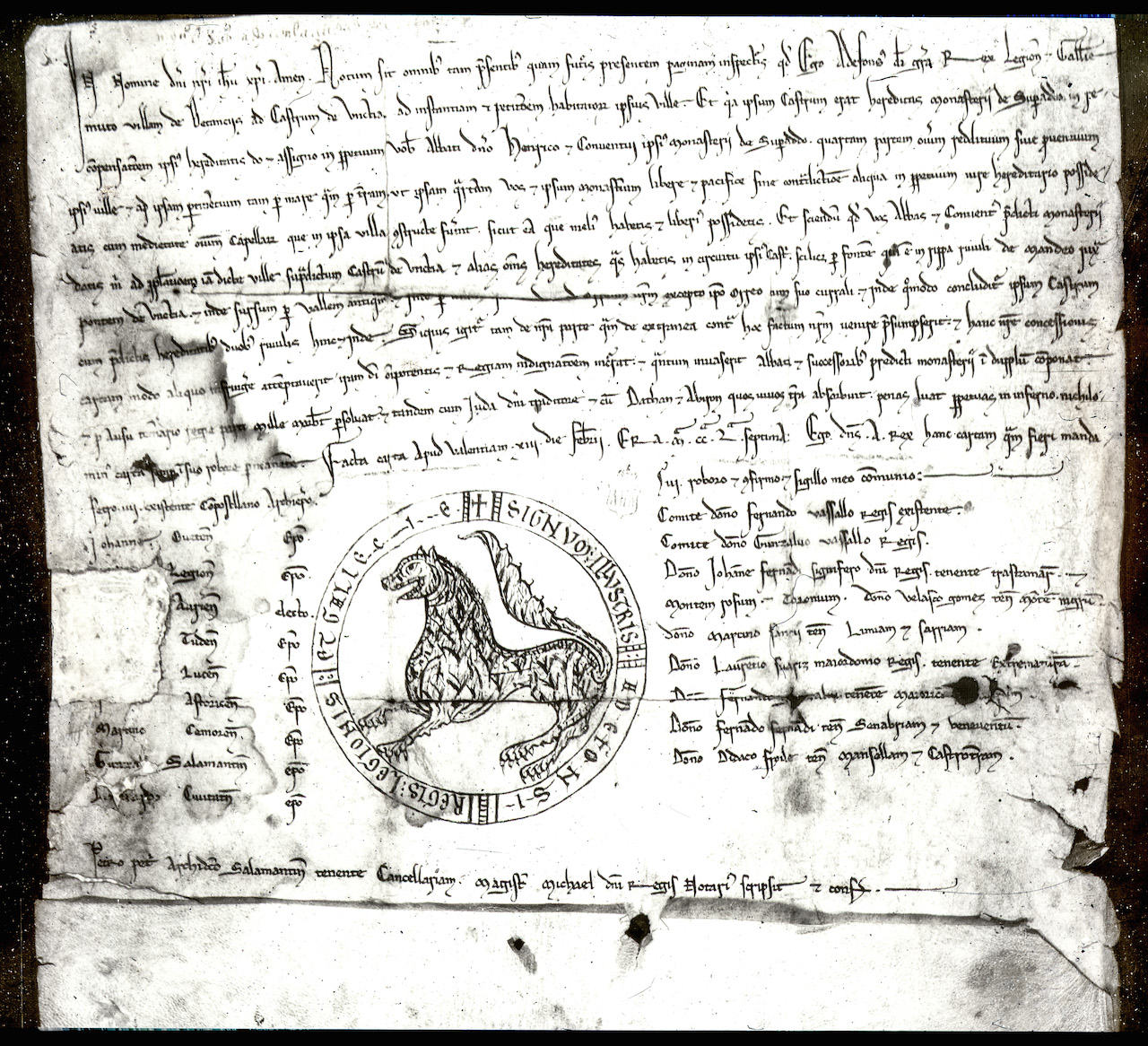
Ejemplo de datación en el reino de León: "Privilegio del Monasterio de Sobrado otorgado por Alfonso IX de León por el traslado de población de Betanzos a Castro de Untia (1219)". Sobre el signo rodado del rey se lee en latín: «Facta carta apud Valentiam XIII die Februarii. Era Mª CCª Lª septima» (en español, «Dada la carta en Valencia, día 13 de Febrero, Era Mª CCª Lª séptima»).

## Origen
La(s) causa(s) de la elección del año 38 a. C. como punto de partida se ignora, pero su desconocimiento ha generado muchos errores cronológicos incluso entre los más importantes eruditos (polémica entre Enrique Flórez y Gregorio Mayans a mediados del siglo XVIII); se ha propuesto identificarla con la declaración de Hispania como provincia tributaria, que se habría producido al tiempo de la disolución del segundo Triunvirato (43 a 38 a. C.)
El triunviro dominante en Occidente, Octavio, que aún no ostentaba el título de Augusto, habría decretado la Aera Hispanica tras la pacificación oficial de Hispania, dadas por concluidas las guerras civiles en esas provincias, aunque continuó el enfrentamiento con Marco Antonio en Oriente hasta la batalla de Actium, 31 a. C. En ningún caso cabe identificar la fecha con la culminación de la conquista romana de Hispania, puesto que se produjo años más tarde, tras las guerras cántabras (29 a 19 a. C.), que fue celebrada con el Ara Pacis,  inaugurada en Roma el 9 a. C. En la historiografía decimonónica se afirmaba su origen en este hecho; En 1808 se afirmaba:

«El 1 de enero del 38 a. C., tras la pacificación oficial de toda Hispania, Octavio Augusto decretó la Aera Hispanica, que se empleó para datar el tiempo en Hispania. La Era Hispánica fue utilizada en el sur de Francia y la Península Ibérica, si bien no tuvo la misma utilización o permanencia en los diferentes reinos hispánicos.»
Lorenzo Hervás

Una de las teorías que explican el origen de esta palabra es la que identifica aera ("era" en latín) con aeris, el plural de aes (en latín, "bronce" o "cobre"), de donde también deriva as, la moneda romana de bronce.

## Abandono
En los condados catalanes la era hispánica dejó de utilizarse a partir del III Concilio de Tarragona de 1180; mientras que en el resto de la Corona de Aragón el uso de la era hispánica se abandonó durante el reinado de Jaime I, pero desde el reinado de Alfonso el Casto se databa conjuntamente con ambas eras, cristiana e hispánica, y antes únicamente con la hispánica; o bien, como señalan otras fuentes, la Era hispánica fue abolida en 1349 en el reino de Aragón y en 1358 en el reino de Valencia.
En la Corona de Castilla su uso fue suprimido reinando Juan I, en virtud de un acuerdo de las cortes de Segovia de 1383, celebradas en el Alcázar de Segovia, puesto en práctica desde el 25 de diciembre del año siguiente.
En el reino de Portugal dejó de ser utilizada el 22 de agosto de 1422 por carta regia del rey Juan I. Se conserva, sin embargo, una lápida funeraria portuguesa en Olivenza fechada "na era de mil quinhentos e vinte e tres anos", es decir, 1485.
En el reino de Navarra el uso de la Era hispánica fue habitual hasta el siglo XIV y pervivió durante del siglo XV conviviendo con el estilo florentino de la Encarnación y el de la Natividad.

## Conversión de fechas a la era cristiana
A las fechas que aparecen en documentos con las expresiones era o sub era, que denota referencia a la Era Hispánica, anteriores al siglo XIV, deben sustraerse 38 años para obtener las correspondientes fechas de la Era cristiana, que en los documentos se denota con la expresión Anno Domini y las siglas AD, y en el uso bibliográfico actual con las abreviaturas a. C. y d. C. ("antes" y "después de Cristo").

ÆRA HISPANICA initium sumit ab anno 716. ante Æ. V. annis 38. Appio Claudio pulchro, & Norbano Flacco Consulibus (Pagius in Apparatu pag. 18): nam Hispania in Cæsaris Octaviani potestatem per Domitium Calvinum Proconsulem anno 715. redacta (Dio lib. 48), Kalendis Januariis sequentis anni 716. Æram suam Hispanienses duxere. Si igitur annis Æræ Christianæ annos 38. addideris, aut ex Æra Hispanica totidem annos detraxeris; annum Christi Vulgarem invenies.

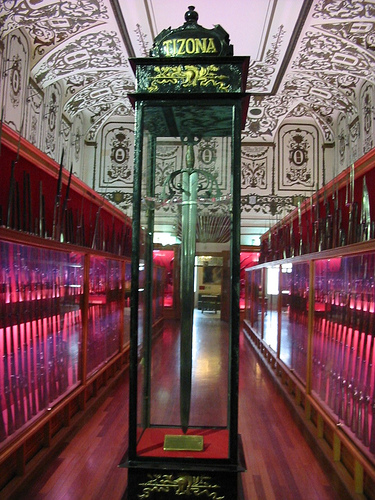
La leyenda (considerada falsa) inscrita en la Tizona es IO SOI TISONA FUE FECHA EN LA ERA DE MILE QUARENTA, que hace referencia al año 1002 d. C.
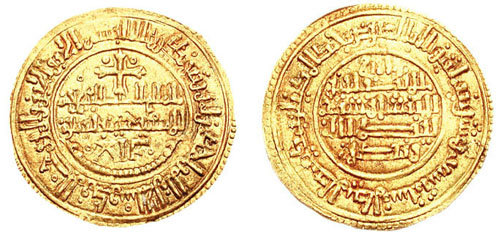
Maravedí de Alfonso VIII, con inscripción en árabe, fechado en Toledo "el año nueve y veinte y dos cientos y mil de la Era hispánica" (Safar). Tal año 1229 corresponde al 1191 d. C.
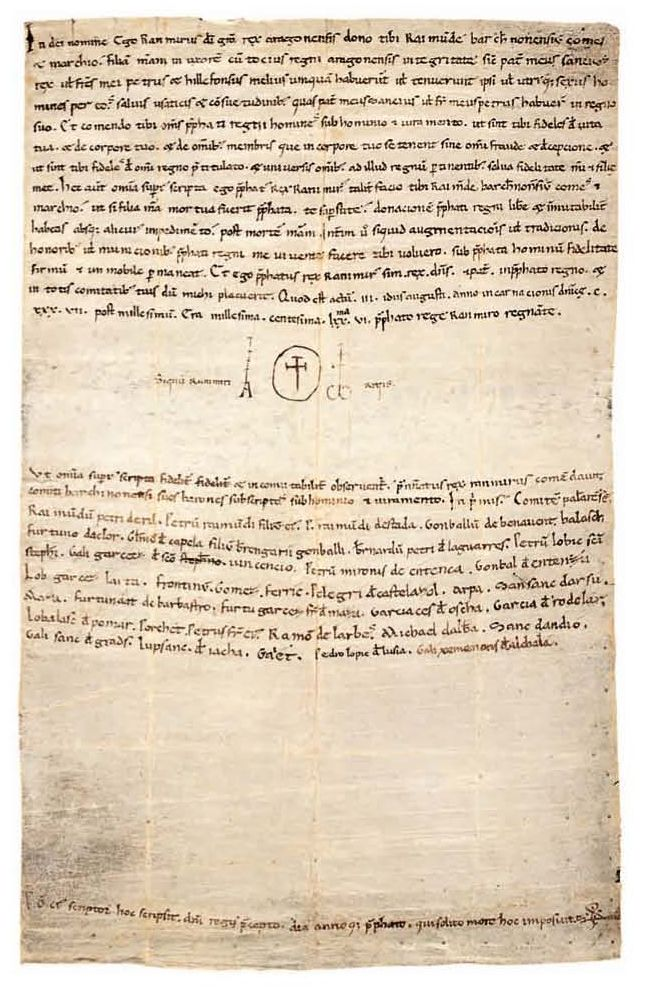
Capitulaciones del matrimonio de Petronila de Aragón con Ramón Berenguer IV de Barcelona, anno incarnationis Dominice CXXXVII post millesimum, era millesima centesima LXXV ("año de la encarnación del Señor 1137, era 1175").

## Era hispánica y era consular
Algunas de las inscripciones vadinienses de Asturias presentan una fórmula de datación absoluta de difícil interpretación. Se trata de una era consular expresada en cifras que, según la interpretación tradicional, es equiparable a la Era Hispánica (Vives, 1942, D'Ors, 1962, etc.) Si esto es correcto, se trata de inscripciones sumamente tardías, datadas en los siglos III al V. Esto ha hecho pensar que tal vez no se trate de la Era Hispánica, sino de un sistema de datación propio de la zona que según los diversos autores responde a criterios distintos (Navascués, 1970, Knapp, 1986, etc.)

Las inscripciones hispanas que emplean como sistema de datación la llamada era consular o la era hispana, son manifestaciones de un mismo fenómeno, relacionado probablemente con la inestabilidad política de occidente durante el reinado de Póstumo. La cronología que se desprende de estos textos muestra la existencia en Hispania de una epigrafía pagana hasta pleno siglo V d.C., y permite establecer algunas pautas para la datación de otros epígrafes.